# Hexatoma kaieturensis
Hexatoma kaieturensis är en tvåvingeart som först beskrevs av Alexander 1914.  Hexatoma kaieturensis ingår i släktet Hexatoma och familjen småharkrankar. Inga underarter finns listade i Catalogue of Life.